# Крех, Гюнтер
Гюнтер Крех (нем. Günther Krech; 21 сентября 1914, Вильгельмсхафен — 3 июня 2000, Вупперталь) — немецкий офицер-подводник, капитан-лейтенант (1 апреля 1941 года).

## Биография
23 сентября 1933 года поступил на флот кадетом. 1 октября 1936 года произведен в лейтенанты. Некоторое время служил в ВВС.

## Вторая мировая война
В ноябре 1939 года переведён в подводный флот. До ноября 1940 года служил вахтенным офицером на подлодке U-100 (6-я флотилия), которой командовал Йоахим Шепке. 20 февраля 1941 года назначен командиром подлодки U-558 (1-я флотилия), на которой совершил 10 походов (проведя в море в общей сложности 437 суток), в основном в Карибское море. В августе 1942 года в Наветренном проливе подлодка под его командованием потопила английское грузовое судно водоизмещением около 2000 брт., после чего судно было атаковано и покинуло регион. В сентябре того же года, возле острова Аруба им были потоплены два грузовых корабля общим тоннажем 15 200 тонн и норвежский танкер «Вилья» тоннажем 6700 тонн. Спустя несколько дней, близ Тринидада им было потоплено 2600-тонное американское грузовое судно, после чего, 17 сентября 1942 года он был награждён Рыцарским крестом Железного креста.
После рейда в Карибском море U-558 вернулась во Францию на капитальный ремонт и вновь вышла в море только в январе 1943 года.
20 июля 1943 года лодка Креха потоплена глубинными бомбами, сброшенными британской и американской авиацией, северо-западнее мыса Ортегаль (Испания) в Бискайском заливе британской и американской авиацией. 45 человек погибло, 5 человек, в том числе Крех, взяты в плен.
Всего за время военных действий Крех потопил 20 судов общим водоизмещением — по разным оценкам от 101 696 брт до 120238 брт, в том числе — английский корвет «Гладиолус» и английский противолодочный траулер «Бедфордшир»; повредил 2 судна водоизмещением 15 070 брт.

## Награды
- Нагрудный знак подводника
- Железный крест 2-го класса
- Железный крест 1-го класса [3]
- Рыцарский крест Железного креста
- Упоминался в «Вермахтберихт» 26 февраля 1942